# Научное сотрудничество СССР и Австралии в Антарктике (совместный выпуск марок)

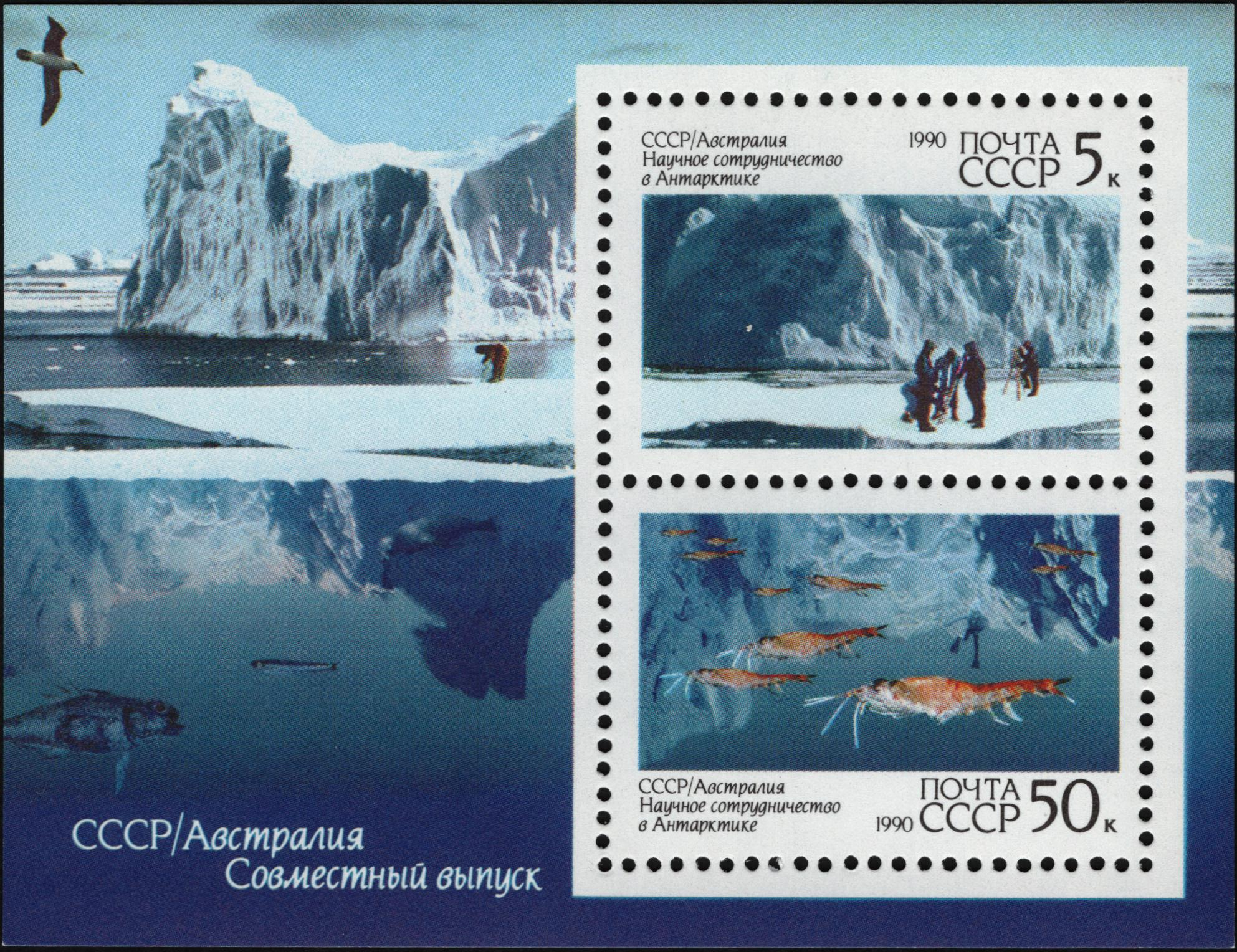
Гляциология. Криль. Антарктика над водой и под водой. СССР, 1990

Нау́чное сотру́дничество СССР и Австра́лии в Анта́рктике (англ. Australian–Soviet Scientific Co-operation in Antarctica) — единственный совместный выпуск СССР и Австралии почтовых марок и второй из пяти совместных выпусков СССР. Совместный выпуск посвящён научному сотрудничеству советских и австралийских учёных в области изучения Антарктики.
Советско-австралийское научное сотрудничеству в области изучения Антарктики началось во время Международного геофизического года (1957—1958), когда различные страны в Антарктике строили станции научных наблюдений и исследований.
Советско-австралийский Совместный выпуск вышел 13 июня 1990 года и содержит по две марки и одному почтовому блоку одинаковых рисунков в каждой стране. Рисунок марки с ледником создал советский художник Юрий Арцименев, рисунки марки с крилем и блока — австралийская художница Джанет Босчен (англ. Janet Boschen).

## История совместного выпуска
Тесное научное сотрудничеству советских и австралийских учёных по изучению Антарктики началось с проведения Международного геофизического года (1957—1958) (МГГ). По его программе различные страны в Антарктике построили станции научных наблюдений и исследований.
В этот период в СССР состоялись третья и четвёртая Советские Антарктические экспедиции (САЭ) на судах дизель-электрохода «Обь» и дизель-электрохода «Лена». Были построены:
- обсерватория Мирный;
- третья советская станция «Оазис» (закрыта в 1958 году с окончанием программы МГГ, а в 1959 году передана Академии наук Польской Народной Республики);
- первая внутриконтинентальная станция Пионерская (закрыта в 1958 году с окончанием программы МГГ, в 1999 году находилась в леднике);
- единственная используемая в настоящее время (2023 год) Россией внутриконтинентальная станция Восток (первоначально находилась вблизи от Южного геомагнитного полюса Земли, который затем покинул Антарктиду, двигаясь в сторону Австралии);
- промежуточная внутриконтинентальная станция Комсомольская, где проводились комплексные научные наблюдения и производились внутриконтинентальные походы.

Сведения, собранные во время исследований Антарктики, публиковались в журнале «Информационный бюллетень Советской антарктической экспедиции» с 1 августа 1958 года. Австралийские учёные, работающие на австралийской станции Моусон, также организовывали походы вглубь континента. Программа МГГ не только осуществляла широкий обмен результатами исследований, но и во многом определила содержание Соглашения о сотрудничестве в изучении Антарктики, заключённого между СССР и Австралией в 1959 году.
Совместный выпуск вышел 13 июня 1990 года в составе двух марок и почтового блока в каждой стране, рисунки одинаковые. Рисунок марки с ледником создал советский художник Юрий Арцименев, рисунки марки с крилем и блока — австралийская художница Джанет Босчен (англ. Janet Boschen) из «Дизайн Boschen, Мельбурн» (англ. Boschen Design, Melbourne).
Верификация совместного выпуска.
- Советский однолетний каталог почтовых марок СССР 1990 года: «Совместный советско-австралийский выпуск» — две марки и один блок[1].
- Американский каталог «Скотт», СССР: «Смотрите № 1182, 1183 Австралии» (англ. See Australia Nos. 1182, 1183) — две марки[5].
- Немецкий каталог «Михель», СССР: «Совместный выпуск c Австралией: № 1215—1216 и блок 11» (нем. Parallelausgabe mit Australien MiNr. 1215–1216, Bl. 11) — две марки и один блок[2].
- Французский каталог «Ивер и Телье», СССР: «Совместный советско-австралийский выпуск» (фр. Emission conjointe soviéto-australienne) — две марки и один блок[6].
- Американский каталог «Скотт», Австралия: «Смотрите № 5202, 5203 России» (англ. See Russia Nos. 5202, 5203) — две марки[7].
- Немецкий каталог «Михель», Австралия: «Совместный выпуск c Советским Союзом: № 6095—6096 и блок 213» (нем. Parallelausgabe mit Sowjetunion MiNr. 6095–6096, Bl. 213) — две марки и один блок[8].
- Британский каталог «Стэнли Гиббонс», Австралия: «Марки похожего дизайна также были выпущены Россией» (англ. Stamps in similar designs were also issued by Russia) — две марки и один блок[9].
- Французский каталог «Ивер и Телье», Австралия: «Совместный советско-австралийский выпуск» (фр. Emission conjointe soviéto-australienne) — две марки и один блок[10].
- Надпись на советском почтовом блоке: «СССР/Австралия. Совместный выпуск» — две марки и один блок[1][4].
- Надпись на австралийских марках и почтовом блоке: «Совместный выпуск Австралия/СССР» (англ. Australia/USSR Joint Issue) — две марки и один блок[4].

## Названия совместного выпуска
Общего названия совместного выпуска не существует. Имеются только названия выпусков, советского и австралийского, составляющих совместный выпуск. Стандартных названий серий почтовых марок также не существует. В каждом каталоге почтовых марок используются свои собственные названия серий. Иногда они совпадают друг с другом; здесь названия в одном каталоге для обеих стран практически совпадают. Название выпусков передаёт взгляд каталога и страны, где выпущен каталог, на причину выпуска и тематику почтовых марок.
| № | Страна    | Каталог СССР (№ ЦФА)                                              | Каталог «Скотт»                                                                                                 | Каталог «Михель» | Каталог «Стэнли Гиббонс» | Каталог «Ивер и Телье»                                                                                    |
| - | --------- | ----------------------------------------------------------------- | --- | --- | --- | --- |
| 1 | СССР      | Научное сотрудничество СССР и Австралии в Антарктике. № 6215—6217 | Сотрудничество в области исследований Антарктики (англ. Cooperation in Antarctic Research). № 5902, 5903, 5903a | Научное сотрудничество с Австралией в Антарктике (нем. Wissenschaftliche Zusammenarbeit mit Australien in der Antarktis). № 6095, 6096, Block 213           | Научное сотрудничество СССР и Австралии в Антарктике (англ. Soviet–Australian Scientific Co-operation in Antarctica). № 6151, 6152, MS6153 | Научное сотрудничество в Антарктике (фр. Coopération scientifique en Antarctique). № 5758, 5759, bloc 212 |
| 2 | Австралия | —                                                                 | Сотрудничество в области исследований Антарктики (англ. Cooperation in Antarctic Research). № 1182, 1183, 1183a | Научное сотрудничество с Советским Союзом в Антарктике (нем. Wissenschaftliche Zusammenarbeit mit der Sowjetunion in der Antarktis). № 1215, 1216, Block 11 | Научное сотрудничество Австралии и СССР в Антарктике (англ. Australian–Soviet Scientific Co-operation in Antarctica). № 1261, 1262, MS1263 | Научное сотрудничество в Антарктике (фр. Coopération scientifique en Antarctique). № 1173, 1174, bloc 14  |

## Описания рисунков марок
Автор советской и австралийской марки с ледником — советский художник Юрий Арцименев, автор другой советской и австралийской марки с крилем и советского и австралийского почтового блока с надводной и подводной Антарктикой — австралийская художница Джанет Босчен (англ. Janet Boschen).
| № | Рисунок марки                                                                                                 | Страна    | Каталог СССР (№ ЦФА) | Каталог «Скотт»                                                                       | Каталог «Михель»                                                                               | Каталог «Стэнли Гиббонс»                                                                                         | Каталог «Ивер и Телье» |
| - | --- | --------- | --- | ------------------------------------------------------------------------------------- | ---------------------------------------------------------------------------------------------- | --- | --- |
| 1 | Шельфовый Ледник. Топографическая съёмка. Художник Юрий Арцименев                                             | СССР      | Гляциология. Учёные-гляциологи, ведущие исследование льда у подножия великана-ледника. № 6215. Номинал «5 к.»                       | Учёные на льду (англ. Scientists on ice). № 5902. Номинал «5k»                        | Топографическая съёмка на ледниковом поле (нем. Vermessung im Eisfeld). № 6095. Номинал «5 K»  | Гляциологические исследования (англ. Glaciology Research). № 6151. Номинал «5k.»                                 | Гляциологические исследования. Учёные, изучающие шельфовый ледник (фр. Recherche glaciologique ; scientifiques sur la banquise). № 5758. Номинал «5 k.»  |
| 1 | Шельфовый Ледник. Топографическая съёмка. Художник Юрий Арцименев                                             | Австралия | — | Гляциология (англ. Glaciology). № 1182. Номинал «41c»                                 | Топографическая съёмка на ледниковом поле (нем. Vermessung im Eisfeld). № 1215. Номинал «41 C» | Гляциологические исследования (англ. Glaciology Research). № 1261. Номинал «41c.»                                | Гляциологические исследования. Учёные, изучающие шельфовый ледник (фр. Recherche glaciologique ; scientifiques sur la banquise). № 1173. Номинал «41 c.» |
| 2 | Айсберг под водой. Криль. Художница Джанет Босчен (англ. Janet Boschen)                                       | СССР      | Изучение криля. Наблюдение за крилем. Обитатели морских глубин. № 6216. Номинал «50 к.»                                             | Криль (англ. Krill). № 5903. Номинал «50k»                                            | Подводная фауна (нем. Unterwasserfauna). № 6096. Номинал «50 K»                                | Криль (исследования в области морской биологии) (англ. Krill (marine biology research)). № 6152. Номинал «50k.»  | Исследования в области морской биологии; криль (фр. Recherche sur la biologie marine ; le krill). № 5759. Номинал «50 k.»                                |
| 2 | Айсберг под водой. Криль. Художница Джанет Босчен (англ. Janet Boschen)                                       | Австралия | — | Криль (морская биология) (англ. Krill (marine biology)). № 1183. Номинал «$1,10»      | Подводная фауна (нем. Unterwasserfauna). № 1216. Номинал «1,10 $»                              | Криль (исследования в области морской биологии) (англ. Krill (marine biology research)). № 1262. Номинал «$1,10» | Исследования в области морской биологии; криль (фр. Recherche sur la biologie marine ; le krill). № 1174. Номинал «1 d. 10»                              |
| 3 | Айсберг. Надводная и подводная Антарктика. Животные Антарктики. Художница Джанет Босчен (англ. Janet Boschen) | СССР      | В блоке марки 6215, 6216. На полях блока — антарктический пейзаж с видом на поверхности океана и под водой. № 6217. Номинал «55 к.» | Почтовый блок с 2 марками № 5902, 5903. (англ. Souv. sheet of 2, #5902-5903). № 5903a | Почтовый блок с 2 марками № 6095, 6096 (нем. Blockausgabe mit MiNr. 6095–6096). № Block 213    | № 6151/2 (англ. Nos. 6151/2). № MS6153                                                                           | Почтовый блок (5758, 5759) (фр. Le feuillet (5758, 5759)). № Bloc 212. Номинал «5 + 50 k.»                                                               |
| 3 | Айсберг. Надводная и подводная Антарктика. Животные Антарктики. Художница Джанет Босчен (англ. Janet Boschen) | Австралия | — | Почтовый блок с 2 марками № 1182, 1183. (англ. Min. sheet of 2, #1182-1183). № 1183a  | Почтовый блок с 2 марками № 1215, 1216 (нем. Blockausgabe mit MiNr. 1215–1216). № Block 11     | № 1261/2 (англ. ). № MS1263                                                                                      | 41 c. + 1 d. 10» |

## Описание марок и блоков
Паспорт серии почтовых марок и блоков, то есть такое её описание, по которому можно определить, принадлежит ли конкретная марка или блок совместному выпуску, состоит из содержания и шаблона.
1. Содержание совместного выпуска. Содержание совместного выпуска определяется памятным текстом на обеих марках и почтовом блоке.
- СССР. Надпись на обеих марках: «СССР/Австралия. Научное сотрудничество в Антарктике». Надпись на блоке: «СССР/Австралия. Совместный выпуск»[1][4].
- Австралия. Надпись на обеих марках: «Совместный выпуск Австралия/СССР. Научное сотрудничество в Антарктике» (англ. Australia/USSR Joint Issue. Scientific Co-operation in Antarctica). Надпись на блоке: «Совместный выпуск Австралия/СССР» (англ. Australia/USSR Joint Issue)[4].

2. Шаблон совместного выпуска. Шаблон совместного выпуска определяет характерные черты формы марок серии и их рисунка, отличающие их от остальных марок. Марки одной страны отличаются только рисунком, марки с одинаковым рисунком разных стран — текстом, зубцовкой и немного размерами.
1) Формат марок. Марки прямоугольные горизонтального формата с отношением сторон 3 : 2 и размерами:
- СССР: марки 37,0 × 26,0 мм, рисунок марок 32,5 × 21,5 мм, блок 83,5 × 64 мм;
- Австралия: марки 38,0 × 26,5 мм, рисунок марок 34,0 × 23,0 мм, блок 85 × 66 мм.

2) Рисунок марок. Марки выдержаны в сине-белых тонах. На марках и блоке обязательно присутствует ледник или айсберг, а также люди или морские животные.
3) Номинал. Номиналы марок разные, расположены справа вверху или внизу. Номиналы блоков отдельно не напечатаны и равны сумме номиналов марок, на них изображённых.
3. Технические характеристики марок.
1) Количество марок. Совместный выпуск состоит из четырёх марок и двух почтовых блоков, в каждой стране по две марки и почтовому блоку.
2) Тираж. СССР: марки по 2,1 млн штук, блок 0,9 млн штук.
3) Цвет. Марки и блоки многоцветные.
4) Бумага. СССР: мелованная.
5) Печать. Советские марки и блок — литографическая офсетная печать, австралийские марки и блок — литографская офсетная печать.
6) Зубцовка. Советские марки — гребенчатая зубцовка 11¾:12½, блок — рамочная 12:12¼, австралийские марки — гребенчатая зубцовка 14¼:14½.
7) Листы. Марочный лист советских марок средний по размеру:
- СССР: марочный лист 50 (5 × 10).

8) Города штемпеля первого дня выпуска. СССР: Москва, Мельбурн.